# چابلا بارگاس
چابلا بارگاس (به اسپانیایی: Chavela Vargas) (زادهٔ ۱۷ آوریل ۱۹۱۹ - درگذشته ۵ اوت ۲۰۱۲) خوانندهٔ کاستاریکایی با اصالت مکزیکی است که در ۵ اوت ۲۰۱۲ درگذشت. او بیشتر به‌عنوان یک خوانندهٔ سبک رانچرا شهرت دارد اما به‌خاطر آثاری که در دیگر ژانرهای موسیقی لاتین اجرا کرده‌است نیز شناخته شده‌است. دامنهٔ شهرت بارگاس از کشورهای آمریکای لاتین فراتر رفته و اروپا و آمریکا را هم شامل می‌شود. پدرو آلمودوار کارگردان شهیر اسپانیایی اجراهای فراموش‌نشدنی چاولا را ستوده و از او با لقب «صدای خشن مهربانی» یاد کرده‌است و در صحنه‌هایی از فیلمThe Flower of My Secret بازی کرده است.
بارگاس در سال‌های آغازین دههٔ ۱۹۵۰ میلادی به‌صورت حرفه‌ای خوانندگی را آغاز کرد و به‌همراه خوانندهٔ نامدار لاتین خوزه آلفردو خیمنز در یک تور موسیقی شرکت کرد. او اولین آثارش را در سال ۱۹۶۱ ضبط کرد و در دههٔ ۶۰ و ۷۰ میلادی نه تنها در زادگاه‌اش بلکه در اسپانیا و اروپا بسیار محبوب شد. در سال ۱۹۷۹ به‌خاطر اعتیادش به الکل از صنعت موسیقی کناره گرفت و در سال ۱۹۹۰ با پذیرفتن نقشی در فیلم فریاد سنگ به کارگردانی ورنر هرتسوک مجدداً به صحنه بازگشت. ۱ سال بعد در ضبط یکی از قطعه‌های ساندترَک فیلم پاشنه بلند همکاری کرد و در سال ۱۹۹۳ پس از حدود یک دهه کناره‌گیری، با ضبط یک آلبوم استودیویی مجدداً فعالیت موسیقی‌اش را از سر گرفت.